# Sminthuridoidea
Sminthuridoidea is een superfamilie van springstaarten en telt 146 beschreven soorten.

## Taxonomie
- Familie Mackenziellidae - Yosii, 1961
- Familie Sminthurididae - Börner, 1906, sensu Betsch J-M & Massoud Z, 1970:199